# Ludovic-Mohamed Zahed
Ludovic-Mohamed Zahed (Alger, 29 de setembre de 1977) és l'imam fundador a París de la primera mesquita inclusiva europea, amb l'objectiu d'acollir les comunitats LGBT i feminista dins de l'islam. Zahed és el primer home musulmà francès a haver estat casat pel civil amb un altre home (a Sud-àfrica).
Va néixer a Alger (Algèria) el 1977. Va cursar estudis de postgrau sobre «les minories sexuals en l'avantguarda dels canvis en la relació amb l'islam a França». El 2015 va defensar a París la seva tesi doctoral en antropologia social i etnologia, titulada «L'emergència pública de les minories sexuals musulmanes i els canvis d'una relació inclusiva de l'islam a França: representacions socials i identitàries alternatives».
Ludovic-Mohamed Zahed defensa un islam que no és homofòbic ni missògin.
A França, s'ha pronunciat obertament a favor del matrimoni entre persones del mateix sexe. Zahed és el fundador del grup Musulmans Homosexuals de França. El novembre 2012 va promoure un oratori a París, descrit per la premsa com «la primera mesquita gay-friendly d'Europa». La reacció de la comunitat musulmana fou dispar i l'obertura ha estat condemnada per la Gran mesquita de París.

## Publicacions
- LGBT Musulman-és: du Placard aux Lumières, face aux obscurantismes et aux homo-nationalismes (2016)
- Queer Muslim Marriage: Struggle of a gay couple's true life story towards Inclusivity & Tawheed within Islam (2013)
- Le Coran et la chair (2012)
- Révoltes extraordinaires: un enfant du sida autour du monde (2011)